# Music for Supermarkets
Music for Supermarkets (frz. Titel: Musique pour Supermarché) erschien 1983 und ist das siebente Musikalbum des französischen Künstlers Jean-Michel Jarre. Es stellt zudem das sechste, instrumentale Konzeptalbum dar. Es wurde lediglich eine Kopie auf Schallplatte gepresst und danach die Masterbänder bzw. alle anderen Aufnahmen vernichtet.

## Besonderheit
Im Jahr 1983 wurde Jean-Michel Jarre ersucht, die Hintergrundmusik für die Kunstausstellung Orrimbe show zu komponieren. Die Ausstellung thematisierte Gegenstände aus Supermärkten, zu denen die Hintergrundmusik entsprechend passen sollte. Jarre stimmte zu, komponierte und nahm das Album zwischen Februar und Mai 1983 auf. Die Ausstellung, veranstaltet von einer Gruppe junger Künstler, darunter Freunde Jarres, fand zwischen dem 2. und 30. Juni 1983 in der Jean-Claude-Riedel-Galerie statt. Nach dem Ende der Ausstellung sollten alle Werke versteigert werden. Davon inspiriert beschloss Jarre, von Musique pour Supermarché nur ein Album produzieren zu lassen und dieses mit den Kunstwerken der Ausstellung für den guten Zweck zu versteigern. Nach der Versteigerung des Albums wurden alle Masterbänder und verbleibenden Aufnahmen gelöscht bzw. vernichtet. Die Schallplatte, nun die einzig verbliebene Kopie des Albums weltweit, wurde sofort eines der wertvollsten und meistgesuchten Musikalben der Welt. Die Hülle enthält neben der LP auch ein zwölfseitiges Fotoalbum. Elf Seiten sind mit je einem Polaroidfoto beklebt, die den genauen Herstellungsprozess der Platte Schritt für Schritt dokumentieren. Auf der freigelassenen Seite konnte der spätere Käufer ein Foto von sich platzieren. Der Käufer war zunächst geheim gehalten worden, doch später als „M. Gerard“ enttarnt. Er hatte das Album für 69.000 Francs, damals etwa 23.000 Deutsche Mark, erworben.
Kurz nach seiner Versteigerung wurde das Album einmal in voller Länge bei Radio Luxembourg ausgestrahlt. Jarre kündigte das Album selbst mit den Worten « Piratez-moi ! » („Schneidet mit!“, „Macht euch eine Raubkopie!“) an und rief damit die Hörer dazu auf, die Ausstrahlung aufzunehmen. Tatsächlich gibt es Aufnahmen der Radiosendung von Dritten, jedoch nur in schlechter Klangqualität, da Radio Luxembourg als ein sogenanntes radio périphérique zu diesem Zeitpunkt nur auf Mittelwelle und Langwelle in Richtung Frankreich sendete.

## Die Musik heute
Trotz der Vernichtung der Masterbänder ist die Musik nicht vollständig verloren, da offenbar die Komposition erhalten blieb.
Folgende Musikstücke des Albums wurden neu aufgenommen und in späteren Alben Jarres erneut verwendet und veröffentlicht:
- „Music for Supermarkets Part 2“ als „Fifth Rendez-Vous (Part III)“ auf dem Album Rendez-vous aus dem Jahr 1986.
- „Music For Supermarkets Part 4“ als „Blah Blah Café“ auf dem Album Zoolook aus dem Jahr 1984.
- „Music For Supermarkets Part 6“ als zweite Hälfte des Liedes „Diva“ auf dem Album Zoolook aus dem Jahr 1984.
- „Music For Supermarkets Part 7“ als kurze Einblendungen am Anfang und Ende von „Ethnicolour II“ auf dem Album Zoolook aus dem Jahr 1984.
- „Music for Supermarkets“ als zweimütiges Stück auf dem Sampler Planet Jarre.

Dank der sozialen Medien sind inzwischen auch Radiomitschnitte auf Plattformen wie YouTube zu finden.
Des Weiteren bemühen sich Fans um eine Rekreation bzw. Reinterpretation des Albums und auch diese Werke sind auf den sozialen Medien zu finden.

## Titelliste
- Geschrieben und arrangiert von Jean-Michel Jarre.

1. Music for Supermarkets Ouverture – 04:08
2. Music for Supermarkets Part 1 – 02:33
3. Music for Supermarkets Part 2 – 03:14
4. Music for Supermarkets Part 3 – 02:16
5. Music for Supermarkets Part 4 – 03:16
6. Music for Supermarkets Part 5 – 05:23
7. Music for Supermarkets Part 6 – 03:39
8. Music for Supermarkets Part 7 – 03:51